# Silly-la-Poterie

Silly-la-Poterie este o comună în departamentul Ain, Franța. În 1 ianuarie 2022 avea o populație de 114 de locuitori.